# Girishinkoppa, Hangal
Girishinkoppa là một làng thuộc tehsil Hangal, huyện Haveri, bang Karnataka, Ấn Độ.